# Classe Mini
La Classe Mini est l'association française qui réunit les utilisateurs d'un type de bateau à voile (monocoque de régate), appelé "Mini" dont la taille est limitée à 6,50m. Cette classe de voilier est utilisée lors de courses au large et notamment pour la Mini Transat (Transat 6.50) ou la Mini-Fastnet. Les bateaux de la classe Mini sont répartis en deux catégories : séries et prototypes.

## Historique
La classe Mini est née à la suite de l'organisation de la première Mini Transat en 1977 : cette nouvelle course au large en solitaire, créée par l'anglais Bob Salmon en réaction à la débauche de moyens des grandes courses traditionnelles, permet à des petits bateaux de 6,50 m maximum de traverser l'Atlantique en solitaire. La Transat est nommée Mini Transat pour faire référence à la très petite taille des bateaux engagés.
Progressivement, à mesure que les courses en voilier 6.50 se multiplient, les skippers s'organisent et créent en 1984 l'association loi de 1901 « Voiles 6,50 », qui regroupe les coureurs, définit les règles de jauge et organise le circuit des Mini : Mini-Transat (future Transat 6.50), Les Sables - Les Açores - Les Sables, la Mini-Fastnet, Transgascogne, etc. L'association « Voiles 6,50 » est affiliée à la Fédération française de voile.
En 1994, l'association se scinde en deux entités : l'organisation des courses reste à « Voiles 6,50 », tandis que la gestion sportive est confiée à la classe Mini.

## Fonctionnement
La classe Mini rassemble en 2009 environ 500 adhérents, dont une grande majorité de coureurs. Les adhérents sont autant des professionnels de la course au large que des amateurs.
Le conseil d'administration comporte onze membres, majoritairement coureurs ou anciens coureurs. L'association fixe les règles de course, les règles de sécurité et de jauge. Elle veille également à conserver les valeurs et spécificités de la course en 6.50.

## Les bateaux
Les bateaux de la classe Mini se partagent entre prototypes et bateaux de série. Généralement, les courses ont deux classements, un pour chaque type de bateau.
Pour être homologué un bateau de série, en plus de satisfaire à toutes les spécificités de la jauge Mini, doit avoir donné lieu à la production d'une série de dix bateaux strictement identiques produits par le même maître d'œuvre et que le chantier de construction a été visité par des représentants de la classe Mini.
Les prototypes sont des bateaux satisfaisant aux exigences de la jauge, mais qui peuvent être améliorés et modifiés pour améliorer leurs performances. Cette ouverture à l'innovation a fait de la classe Mini un laboratoire constant des innovations en matière de course au large. De nombreuses améliorations des bateaux de la course au large en général (mâts en carbone, quilles pendulaires etc) ont été testées sur des minis avant d'être ensuite appliquées aux plus gros voiliers.

### Jauge

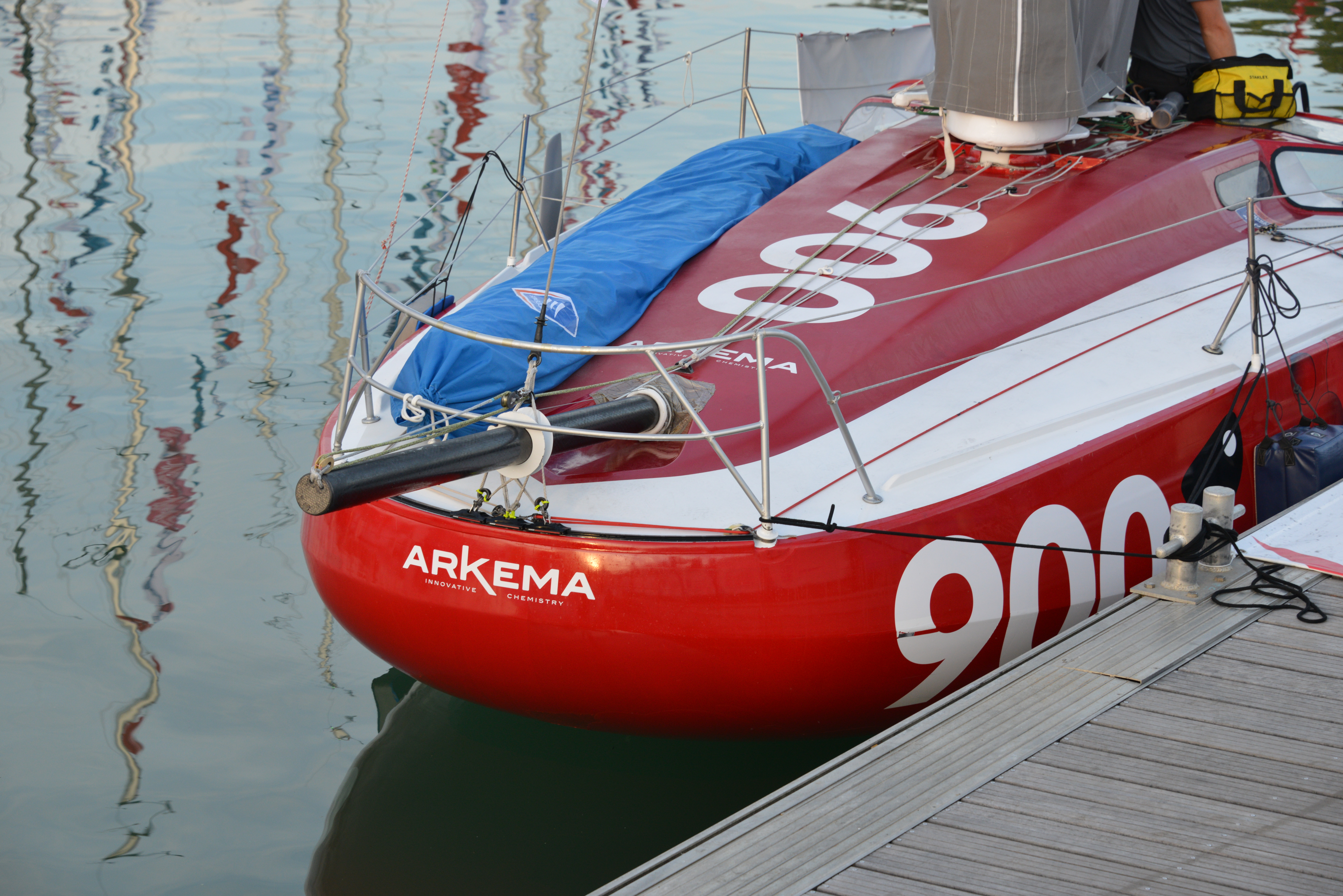
Étrave du prototype Arkema (2017).

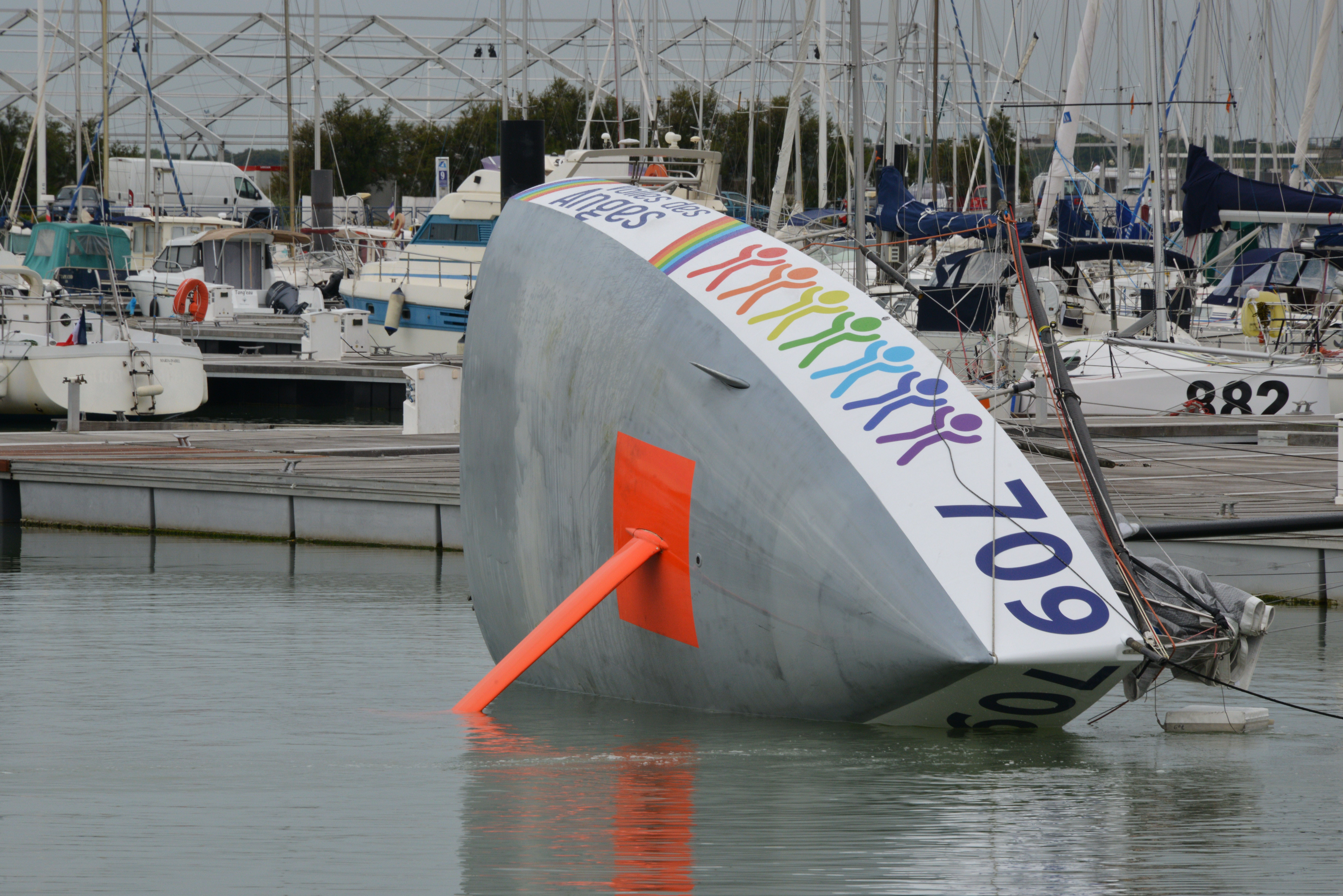
Carénage à flot d'un prototype mini à quille inclinable.

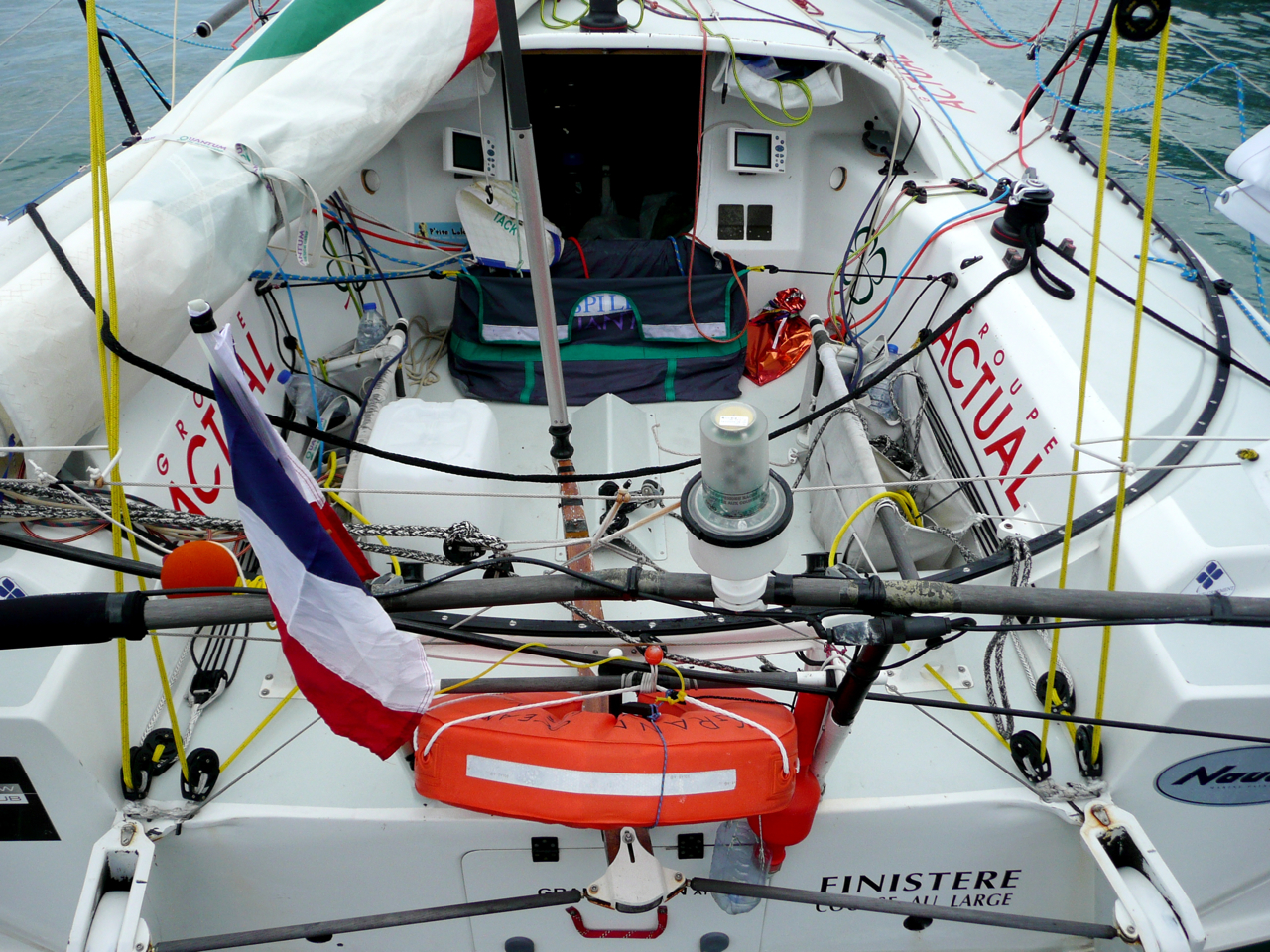
Cockpit.

Les détails de la jauge de la Classe Mini sont fixées par la commission technique de la classe. Elle est mise à jour pour application au 1er janvier de l'année. Les principales caractéristiques de la jauge en 2020 sont les suivantes pour les prototypes : 
- Dimensions générales : la longueur hors appendices (balcons...), qui définit la classe, ne doit pas dépasser 6,50 mètres. Le bau (largeur maximale) doit être inférieur ou égal à 3 mètres. Le tirant d'eau ne doit pas dépasser 2 mètres. Le tirant d'air (distance entre la ligne de flottaison et le sommet du mat) ne doit pas dépasser 12 mètres. Le franc-bord doit être au minimum de 75 centimètres.
- Voiles : le coureur ne peut pas disposer de plus de 7 voiles avec obligation d'emporter un tourmentin (voile d'avant utilisé par vent très fort).
- Coque : des ballasts fixes sont autorisés avec un maximum de 400 kilogrammes. Les appendices (foils, safran, voile de quille...) peuvent être mobiles mais ne doivent pas dépasser les dimensions fixées pour la coque.
- Sécurité : une cloison d'abordage étanche doit être installée à l'arrière de l'étrave avec une trappe permettant d'inspecter le compartiment avant. Des cale-pieds doivent être installés sur les côtés du pont de l'étrave jusqu'à l'arrière du rouf. Une trappe de survie doit être installée dans le tableau arrière. Le bateau doit comprendre un balcon avant et arrière, des filières ainsi que deux lignes de vie. Le bateau doit comprendre des réserves de flottabilité d'un volume minimum de 1 200 litres répartis dans quatre endroits.

Pour les bateaux de série, la jauge est légèrement différente pour permettre une production moins couteuse (pas de foil, matériaux de la coque, du voile de quille et de la quille imposés) et un bateau plus facile à manœuvrer (quille et safrans fixes, ballasts interdits) et à maintenir. Le tirant d'eau ne doit pas dépasser 1,6 mètre et le tirant d'air 11 mètres.
Pour les épreuves de course les bateaux doivent être équipés d'un poste VHF, d'une balise de détresse et d'un transpondeur AIS. Les cartes électroniques et l'utilisation de moyens de communications avec l'extérieur sont interdits (le GPS sans fonction de routage est autorisé). Le bateau doit disposer d'une ou plusieurs batteries d'une capacité globale d'au moins 200 Ah (12 volts). Elles peuvent être rechargées par différents moyens : groupe électrogène, pile à combustible, panneau solaire... Durant une course toute assistance extérieure est interdite sauf situation de détresse.

### Types de bateaux de série

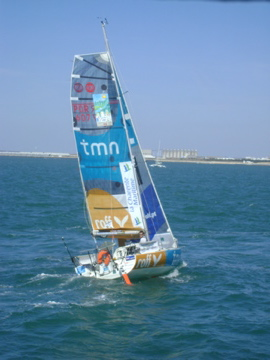
Un 6.50 de série « Pogo » au départ de la Transat 6.50 (2009)

- Coco, construit par le chantier Archambault (Vienne), architecte Philippe Harlé, depuis 1985 (105 exemplaires)
- Pogo 6.50 ou Pogo 1, construit par le chantier Pogo Structures (Finistère), architecte Pierre Rolland, 1994-2002 (125 exemplaires)
- Super Calin 6.50, construit par le chantier Magnan, architecte Jean-Pierre Magnan, depuis 1995
- Naus, construit par le chantier Disegno Contrario, architecte Zancope, depuis 2000
- Mistral 6.50, construit par le chantier AMC Marine, architecte Joubert & Nivelt, depuis 2002
- Pogo 2 ou Finot Pogo, construit par le chantier Pogo Structures (Finistère), architecte Jean-Marie Finot, depuis 2003
- Dingo 1, construit par le chantier Marée Haute (Finistère), architecte Pierre Rolland, depuis 2004
- Tip Top 650, construit par le chantier Voiliers Bepox, architecte Sam Manuard Yacht Design, depuis 2005
- Estarellas Zéro
- Nacira 650, construit par le chantier FR Boating (France), architecte Alexis Muratet, 2007-2012 (18 exemplaires)
- Azimut Ginto, construit par le chantier Azimut (Italie), architecte Sébastien Magnen, depuis 2007
- Dingo 2 (ou D²), construit par le chantier Marée Haute (Finistère), architecte Pierre Rolland, depuis 2008
- RG 650, construit par le chantier RioTecna (Argentine), architecte G Yacht Design, depuis 2011
- Argo 650, construit par le chantier Andrés Durán Yachting S.L, architecte Marc Lombard, depuis 2012
- Ofcet 6.50, construit par le chantier ofcet (Charente-Maritime), architecte Etienne Bertrand, depuis 2014 (17 exemplaires)
- Pogo 3 ou Verdier Pogo, construit par le chantier Pogo Structures (Finistère), architecte Guillaume Verdier, depuis 2014
- Maxi 650, construit par le chantier IDB Marine (Finistère), architecte David Raison, depuis 2018[3]
- Vector 6.5, construit par le chantier Yacht Service (Pologne), architecte Etienne Bertrand, depuis 2018
- TM650, construit par le chantier Technologie Marine à La Trinité-sur-Mer, architecte Sébastien Magnen et Benoît Cabaret, depuis 2022

### Principaux architectes de prototypes[4]

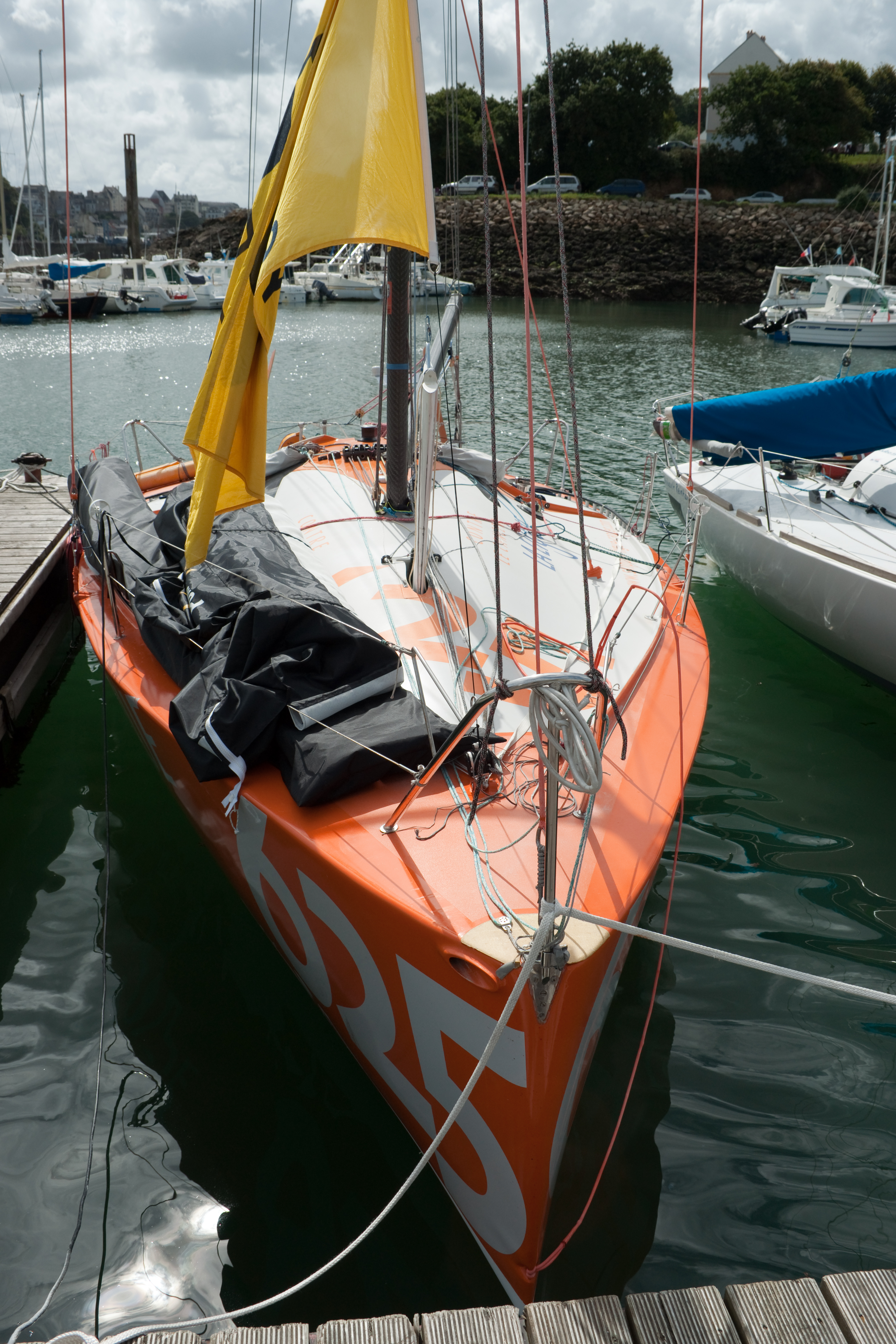
Un prototype plan Canivenc (2006)

- Jean Berret : 15 prototypes de 1981 à 2006
- Groupe Finot : 22 prototypes de 1987 à 2021
- Marc Lombard : 14 prototypes de 1989 à 2021
- Paul Lucas : 11 prototypes de 1981 à 1990
- Jean Pierre Magnan : 8 prototypes depuis 1989
- Sébastien Magnen : 6 prototypes de 1997 à 2002
- Sam Manuard : 22 prototypes de 1999 à mai 2022
- Pierre Rolland : 31 prototypes de 1987 à 2007
- Étienne Bertrand : 13 prototypes de 1993 à 2019
- David Raison : 3 prototypes avec Lucas François en 1999 et 6 prototypes de 2010 à avril 2022

Les bateaux de la classe Mini sont référencés selon trois critères : le numéro de coque, le numéro de voile et la référence de l'architecte.

## Les courses de la classe Mini

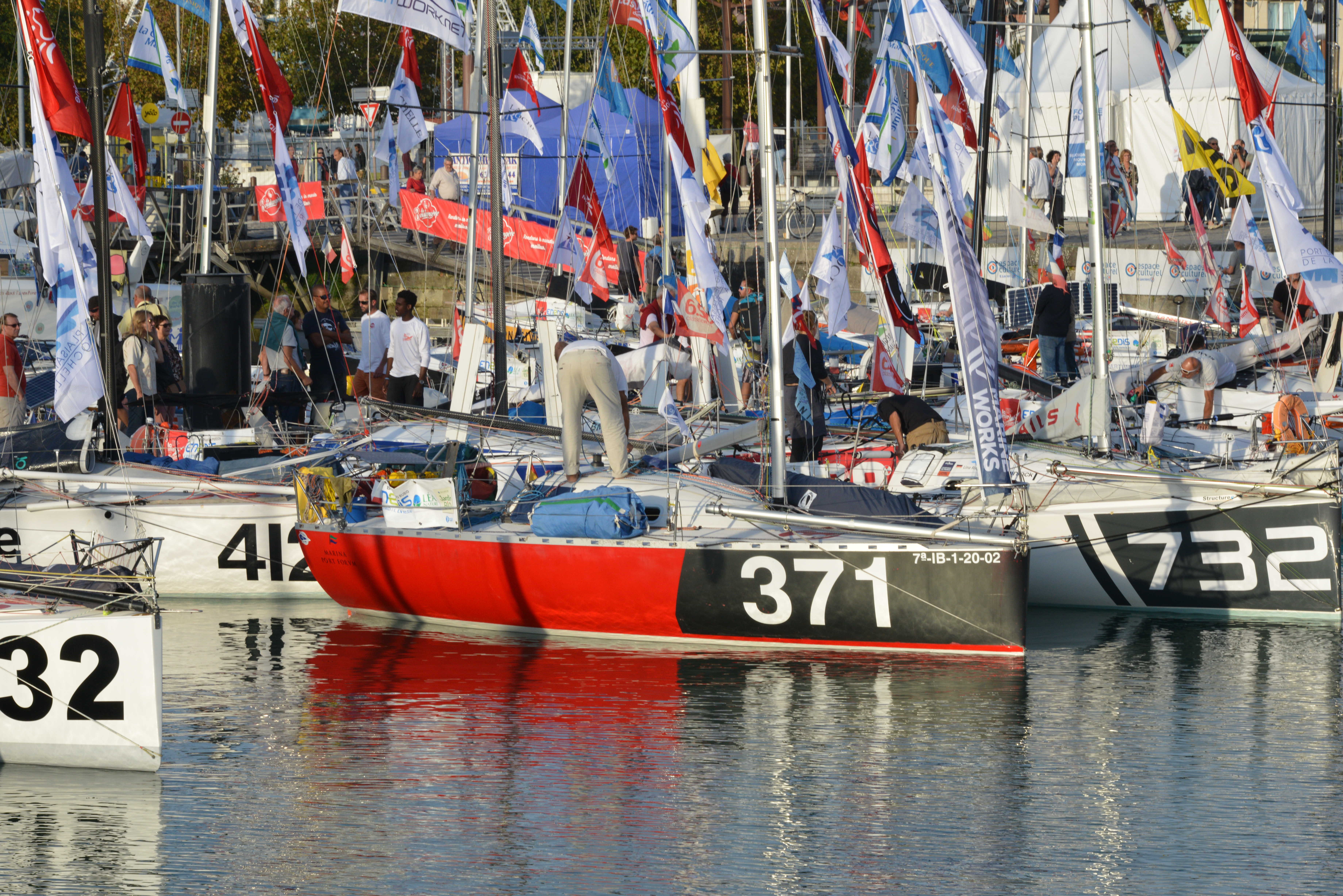
Rassemblement de mini dans le port de La Rochelle avant le départ de la Mini-Transat 2017.

Différentes courses sont organisées dans l'année en Atlantique et en Méditerranée, et sont disputées soit en solitaire, soit en double. Elles sont qualificatives pour les épreuves majeures que sont la "Mini Transat" et "Les Sables - Les Acores - Les Sables". Un classement Atlantique et un classement Méditerranée sont effectués en prenant en compte la distance des épreuves (généralement entre 100 milles et 4050 milles), et le classement, ce qui engendre un coefficient.   
Le programme en 2024 est le suivant :  
Circuit Méditerranée (11 courses, 5045 milles):
- ARCIPELAGO 6.50 (Punta Ala - Isola d'Elba - Capraia - Giannutri - Punta Ala), 180 milles en double,
- 100 MILLES ENTRE ILLES (Ciutadella), 100 milles en solitaire,
- ROMA PER DUE 650 (Riva di Traiano - Ventotene - Lipari - Riva di Traiano), 535 milles en double,
- ROMA - BARCELONA DOUBLE (Riva di Traiano - Barcelone), 490 milles en double,
- ROMA - BARCELONA SOLO (Riva di Traiano - Barcelone), 490 milles en solitaire,
- SOLO MED (Barcelone - Sa Ràpita - Barcelona), 700 milles en solitaire,
- MASSILIA CUP OFFSHORE - TROPHÉE DUO MAX (Provence - Baléares - Barcelone), 530 milles en solitaire,
- MARE NOSTRUM (Garraf - Iles Baléares - Garraf), 500 milles en double,
- IMPERIA MINI SOLO (Imperia - Giraglia - Gorgona - Gallinara - Imperia), 220 milles en solitaire,
- MINI BARCELONA, 300 milles en solitaire,
- PALMA - MELILLA - PALMA, 1000 milles en double.

Circuit Atlantique (11 courses, 5800 milles):
- PLASTIMO LORIENT MINI (Lorient - Penmarc'h - Ile d'Yeu - Lorient), 110 milles en double,
- LA PORNICHET SELECT (Pornichet - Les Birvideaux - Belle Ile - Ile d'Yeu - Les Sables d'Olonne - Ile d'Yeu - Groix - Pornichet), 300 milles en solitaire,
- MINI EN MAI (Quiberon - Bretagne sud - Mer d’Iroise – estuaire de la Gironde – Quiberon), 500     milles en solitaire,
- TROPHEE MARIE-AGNES PERON (Douarnenez - mer d'Iroise - Bretagne Sud - Douarnenez), 220 milles en solitaire,
- MINI FASTNET (Douarnenez - Rocher du Fastnet - Douarnenez), 600 milles en double,
- CALVADOS - COURSE 1 (Douarnenez - Deauville), 270 milles en double,
- CALVADOS - COURSE 2 (Deauville - Deauville), 300 milles en double,
- CALVADOS - COURSE 3 (Deauville - Lorient), 500 milles en solitaire,
- LES SABLES - LES ACORES - LES SABLES (Les Sables d'Olonne - Horta - Les Sables d'Olonne), 2600 milles en solitaire,
- DUO CONCARNEAU (Concarneau - Mer d'Iroise - Bretagne Sud - Concarneau), 300 milles en double,
- LA CHRONO 6.50 (Tours de l'île de Groix), 100 milles en solo ou en équipage.

La Mini Transat est organisée chaque année impaire. La prochaine Mini Transat se tiendra en 2025.

## Classements du Championnat de France
Le Championnat de France de Course au Large en Solitaire - Mini 6m50 (CFCLS) est créé en 2012. Il concerne chaque année quatre courses en solitaire du calendrier officiel établi par la Classe Mini. Ce championnat a pour objectif de valoriser les épreuves solitaires phares du circuit mini. Le titre de Champion de France de Course au Large en Solitaire - Mini 6m50 est attribué annuellement à un skipper de la catégorie "Séries" et à un skipper de la catégorie "Prototypes", pour sa participation et sa performance globale, ainsi que pour la régularité de sa participation au circuit annuel.

### Séries
| Année | Vainqueur                                                        | Deuxième                                                         | Troisième                                                        |
| ----- | ---------------------------------------------------------------- | ---------------------------------------------------------------- | ---------------------------------------------------------------- |
| 1995  | Michel Mirabel                                                   | Erwan Grouhel                                                    | Xavier Robert                                                    |
| 1996  | Bernard Blavierl, Eric Vassard, Philippe Nedelec, Yves Nicolai * | Bernard Blavierl, Eric Vassard, Philippe Nedelec, Yves Nicolai * | Bernard Blavierl, Eric Vassard, Philippe Nedelec, Yves Nicolai * |
| 1997  | Erwan Grouhel                                                    | Michel Mirabel                                                   | Hervé Lalanne                                                    |
| 1998  | Denis Bourbigot                                                  | Michel Mirabel                                                   | Eric Vassard                                                     |
| 1999  | Olivier Desport                                                  | Olivier De Roffignac                                             | Christian Bouroullec                                             |
| 2000  | Olivier Desport (2)                                              | Eric Vassard                                                     | François Saparelli                                               |
| 2001  | Frédéric Duval                                                   | Michel Mirabel                                                   | Christian Cals                                                   |
| 2002  | Brieuc Maisonneuve                                               | Jean-Pierre Balmes                                               | Charles Euverte                                                  |
| 2003  | Yann Riou                                                        | Lionel Rubio de Teran                                            | Manuel Castilla                                                  |
| 2004  | Ronan Trolez                                                     | Gwenc'hlan Catherine                                             | Pascal Simon                                                     |
| 2005  | Peter Laureyssens                                                | Olivier Avram                                                    | Mathieu Sannie                                                   |
| 2006  | Francisco Lobato                                                 | Hervé Piveteau                                                   | Jean-François Quelen                                             |
| 2007  | Francisco Lobato (2)                                             | Stéphane Le Diraison                                             | Koen Van Esch                                                    |
| 2008  | Riccardo Apolloni                                                | Oliver Bond                                                      | Fabien Sellier                                                   |
| 2009  | Sébastien Rogues                                                 | Giancarlo Pedote                                                 | Francisco Lobato                                                 |
| 2010  | Amaury François                                                  | Xavier Macaire                                                   | Andrea Pendibene                                                 |
| 2011  | Gwénolé Gahinet                                                  | Davy Beaudart                                                    | Benoit Mariette                                                  |
| 2012  | Jonas Gerckens                                                   | Justine Mettraux                                                 | Aymeric Belloir                                                  |
| 2013  | Justine Mettraux                                                 | Simon Koster                                                     | Renaud Mary                                                      |
| 2014  | Damien Cloarec                                                   | Jonas Gerckens                                                   | Tanguy Le Turquais                                               |
| 2015  | Tanguy Le Turquais                                               | Patrick Girod                                                    | Arnaud Machado                                                   |
| 2016  | Tanguy Bouroullec                                                | Pierre Chedeville                                                | Jonas Gerckens                                                   |
| 2017  | Erwan Le Draoulec                                                | Clarisse Cremer                                                  | Pierre Chedeville                                                |
| 2018  | Ambrogio Beccaria                                                | Amélie Grassi                                                    | Valentin Gautier                                                 |
| 2019  | Ambrogio Beccaria                                                | Matthieu Vincent                                                 | Amélie Grassi                                                    |
| 2020  | Léo Debiesse                                                     | Jean-Marie Jezequel                                              | Hugo Picard                                                      |
| 2021  | Hugo Dhallenne                                                   | Léo Debiesse                                                     | Jean-Marie Jezequel                                              |
| 2022  | Jean Marre                                                       | Hugues de Premare                                                | Damien Fleury                                                    |
| 2023  | Bruno Lemunier                                                   | Hugues de Premare                                                | Thomas Andre                                                     |
| 2024  | Quentin Mocudet                                                  | Paul Cousin                                                      | Cédric Marc                                                      |

* Les quatre navigateurs ont le même nombre de points car ils ont participé à deux courses distinct en duo de même coefficient avec un seul bateau en course.

### Prototypes
| Année | Vainqueur            | Deuxième             | Troisième             |
| ----- | -------------------- | -------------------- | --------------------- |
| 1995  | Yvan Bourgnon        | Bernard Stamm        | Nicolas Raynaud       |
| 1996  | Bernard Stamm        | Frédéric Bousier     | Vincent Riou          |
| 1997  | Thomas Coville       | Jean-François Pellet | Claudio Gardossi      |
| 1998  | Yannick Bestaven     | Julien Brunet        | Franck Reinhardt      |
| 1999  | Erwan Tabarly        | Sébastien Magnen     | Peter Heppel          |
| 2000  | Jeanne Grégoire      | Samuel Manuard       | Sébastien Roubinet    |
| 2001  | Ronan Guerin         | Simon Curwen         | Yves Le Blevec        |
| 2002  | Sébastien Roubinet   | Boris Teisserenc     | Alessandro Zamagna    |
| 2003  | Armel Tripon         | Pascal Doin          | Richard Merigeaux     |
| 2004  | Erwan Le Roux        | Corentin Douguet     | Chris Sayer           |
| 2005  | Corentin Douguet     | Philip Sharp         | Isabelle Joschke      |
| 2006  | Adrien Hardy         | Isabelle Joschke     | David Sineau          |
| 2007  | Yves Le Blevec       | Peter Laureyssens    | Isabelle Joschke      |
| 2008  | Thomas Ruyant        | Pierre Rolland       | Sébastien Picault     |
| 2009  | Thomas Ruyant (2)    | Bertrand Delesne     | Henry-Paul Schipman   |
| 2010  | Joerg Riechers       | Sébastien Rogues     | Nicolas Boidevezi     |
| 2011  | Thomas Normand       | David Raison         | Nicolas Boidevezi     |
| 2012  | Aymeric Chappellier  | Nicolas Boidevezi    | Giancarlo Pedote      |
| 2013  | Giancarlo Pedote     | Louis Segre          | Bertrand Delesne      |
| 2014  | Giancarlo Pedote (2) | Ludovic Mechin       | Michele Zambelli      |
| 2015  | Frédéric Denis       | Axel Trehin          | Luke Berry            |
| 2016  | Ian Lipinski         | Alberto Bona         | Emmanuel Renaud       |
| 2017  | Ian Lipinski (2)     | Kéni Piperol         | Quentin Vlamynck      |
| 2018  | François Jambou      | Erwann Le Mene       | Joerg Riechers        |
| 2019  | Axel Trehin          | François Jambou      | Erwann Le Mene        |
| 2020  | Irina Gracheva       | Ambrogio Beccaria    | Fabio Muzzolini       |
| 2021  | Pierre Le Roy        | Tanguy Bouroullec    | Irina Gracheva        |
| 2022  | Pierre Le Roy (2)    | Anne-Gaël Gourdin    | Jacques Delcroix      |
| 2023  | Julien Letissier     | Jacques Delcroix     | Carlos Manera Pascual |
| 2024  | Romain Van Enis      | Alexandre Demange    | Marie Gendron         |

## Les records

### Record de distance en 24 heures
Ces records sont généralement calculés par les directions des courses mais non homologués par le World Sailing Speed Record Council.
| Date             | Distance (milles) | Vitesse (nœuds) | Skipper(s)        | Bateau                                           | Type  | Équipage  | Cadre du record                              |
| ---------------- | ----------------- | --------------- | ----------------- | ------------------------------------------------ | ----- | --------- | -------------------------------------------- |
| 2010             | 304,9,            | 12,70           | Bertrand Delesne  | 754 Prati'Buches                                 | Proto | Solitaire | Pendant Les Sables – Les Açores – Les Sables |
| 05 novembre 2019 | 291,47            | 12,14           | Floriant Quenot   | 946 Mini Skippy                                  | Série | Solitaire | Pendant la Mini Transat                      |
| 22 juillet 2022  | 308               | 12,83           | Pierre Le Roy     | 1019 - Teamwork                                  | Proto | Solitaire | Pendant Les Sables – Les Açores – Les Sables |
| 2 novembre 2023  | 317,25            | 13,22           | Hugues de Prémare | 1033 – Technip Energies – International Coatings | Série | Solitaire | Pendant la Mini Transat                      |

### Autres records
Record de la traversée de l'Atlantique nord à la voile en solitaire
Homologué par le World Sailing Speed Record Council.
| Date          | Temps               | Skipper      | Bateau            | Vitesse pour 2880 m (nœuds) | Commentaire         |
| ------------- | ------------------- | ------------ | ----------------- | --------------------------- | ------------------- |
| 21 août 2023, | 17 j 9 h 51 min 9 s | Jay Thompson | #936 - #Cocotopia | 6,89 nœuds                  | 1er record officiel |

Record du tour des îles britanniques en solitaire
Homologué par le World Sailing Speed Record Council.
| Date             | Temps                | Skipper         | Bateau            | Distance (milles) | Vitesse (nœuds) | Commentaire         |
| ---------------- | -------------------- | --------------- | ----------------- | ----------------- | --------------- | ------------------- |
| 25 juillet 2009, | 15 j 3 h 8 min       | Ben Rogerson    |                   |                   |                 | 1er record officiel |
| 28 juin 2025,    | 14 j 19 h 58 min 9 s | Alice Valiergue | #1022 - Vitamine* | 1 773             | 4,98            |                     |

* série plan Verdier Pogo, mise à l'eau en 2021